# Darbydale
Darbydale – jednostka osadnicza w Stanach Zjednoczonych, w stanie Ohio, w hrabstwie Franklin.